# Val McDermid
Val McDermid   (Kirkcaldy, 4 de juny de 1955) és una escriptora escocesa coneguda sobretot per la sèrie de novel·les d'intriga Wire in the Blood, protagonitzada pel doctor Tony Hill. McDermid s'ha declarat homosexual i es mostra a favor de la independència d'Escòcia.

## Biografia
McDermid va nàixer a Kirkcaldy, Fife, i va estudiar al St Hilda's College, d'Oxford, on va ser la primera alumna procedent d'una escola estatal d'Escòcia, la Kirkcaldy High School, on va ser presidenta de la Júnior Common Room. Després de graduar-se, es va dedicar al periodisme i va treballar breument com a dramaturga. El seu primer èxit com a novel·lista va ser Report for Murder: The First Lindsay Gordon Mystery (1987), el primer volum de la sèrie protagonitzada per Lindsay Gordon, el personatge amb què més s'identifica l'autora.
El 2011, la Universitat de Sunderland li va concedir un doctorat honorífic.

## Obra
Els protagonistes de les tres sèries de novel·les de McDermid més famoses són una periodista lesbiana, Lindsay Gordon; una investigadora privada, Kate Brannigan, i un psicòleg clínic, Tony Hill, qui sofreix una disfunció sexual. Cap d'elles no s'ha traduït encara al català.